# Doryphoribius minimus
Espèce
Doryphoribius minimus est une espèce de tardigrades de la famille des Isohypsibiidae.

## Distribution
Cette espèce est endémique du Tennessee aux États-Unis. Elle se rencontre dans le comté de Blount dans le parc national des Great Smoky Mountains.

## Description
L'holotype mesure 194 µm.

## Publication originale
- Bartels, Nelson, Kaczmarek & Michalczyk, 2008 : Three new species and one new record of the genus Doryphoribius Pilato, 1969 (Tardigrada: Eutardigrada: Hypsibiidae) from the Great Smoky Mountains National Park (Tennessee, USA). Journal of Natural History, vol. 41, no 41/42, p. 2595-2608 (texte intégral).